# Phaenolobus nigripennis
Phaenolobus nigripennis là một loài tò vò trong họ Ichneumonidae.